# Agnès Gruda
Pour les articles homonymes, voir Gruda.
 (février 2025).
La mise en forme du texte ne suit pas les recommandations de Wikipédia : il faut le « wikifier ».
Les points d'amélioration suivants sont les cas les plus fréquents :
- Les titres sont pré-formatés par le logiciel. Ils ne sont ni en capitales, ni en gras.
- Le texte ne doit pas être écrit en capitales (les noms de famille non plus), ni en gras, ni en italique, ni en « petit »…
- Le gras n'est utilisé que pour surligner le titre de l'article dans l'introduction, une seule fois.
- L'italique est rarement utilisé : mots en langue étrangère, titres d'œuvres, noms de bateaux, etc.
- Les citations ne sont pas en italique mais en corps de texte normal. Elles sont entourées par des guillemets français : « et ».
- Les listes à puces sont à éviter, des paragraphes rédigés étant largement préférés. Les tableaux sont à réserver à la présentation de données structurées (résultats, etc.).
- Les appels de note de bas de page (petits chiffres en exposant, introduits par l'outil «  Source ») sont à placer entre la fin de phrase et le point final[comme ça].
- Les liens internes (vers d'autres articles de Wikipédia) sont à choisir avec parcimonie. Créez des liens vers des articles approfondissant le sujet. Les termes génériques sans rapport avec le sujet sont à éviter, ainsi que les répétitions de liens vers un même terme.
- Les liens externes sont à placer uniquement dans une section « Liens externes », à la fin de l'article. Ces liens sont à choisir avec parcimonie suivant les règles définies. Si un lien sert de source à l'article, son insertion dans le texte est à faire par les notes de bas de page.
- La présentation des références doit suivre les conventions bibliographiques. Il est recommandé d'utiliser les modèles {{Ouvrage}}, {{Chapitre}}, {{Article}}, {{Lien web}} et/ou {{Bibliographie}}. Le mode d'édition visuel peut mettre en forme automatiquement les références.
- Insérer une infobox (cadre d'informations à droite) n'est pas obligatoire pour parachever la mise en page.

Pour une aide détaillée, merci de consulter Aide:Wikification.
Si vous pensez que ces points ont été résolus, vous pouvez retirer ce bandeau et améliorer la mise en forme d'un autre article.
Agnès Gruda, née le 11 mai 1957 à Varsovie en Pologne, est une journaliste et écrivaine canadienne. Elle a travaillé pendant quarante ans comme journaliste, dont trente-cinq à La Presse . Elle a publié deux recueils de nouvelles au Boréal : Onze petites trahisons (2010) et Mourir, mais pas trop (2016).
Elle est la sœur de l'écrivain Joanna Gruda et de la journaliste Alexandra Szacka.

## Biographie
Née en Pologne, Agnès Gruda a a vécu en France avant d’immigrer au Québec à l’âge de douze ans, plus précisément à Trois-Rivières. Après des études en communications, en alternance à l’UQAM et à Concordia, elle a travaillé dans plusieurs médias, dont le Courrier du Sud et la Presse Canadienne . Elle travaille depuis plus de 30 ans comme journaliste au quotidien La Presse.

## Œuvres
- Onze petites trahisons, en 2010 (prix Adrienne Choquette, et finaliste au prix du Gouverneur général)[6]
- Mourir mais pas trop, en 2016[6].